# Coelognathus
Genre
Coelognathus est un genre de serpents de la famille des Colubridae.

## Répartition
Les sept espèces de ce genre se rencontrent en Asie du Sud-Est et en Asie du Sud.

## Liste des espèces
Selon The Reptile Database (3 septembre 2014) :
- Coelognathus enganensis (Vinciguerra, 1892)
- Coelognathus erythrurus (Duméril, Bibron & Duméril, 1854)
- Coelognathus flavolineatus (Schlegel, 1837)
- Coelognathus helena (Daudin, 1803)
- Coelognathus philippinus (Griffin, 1909)
- Coelognathus radiatus (Boie, 1827)
- Coelognathus subradiatus (Schlegel, 1837)

## Taxinomie
Le genre traité ici est Coelognathus Fitzinger, 1843, à ne pas confondre avec Coelognathus Heude, 1880 nec Fitzinger, 1843 qui est un genre de tortues synonyme de Pelodiscus Fitzinger, 1835.

## Publication originale
- Fitzinger, 1843 : Systema Reptilium, fasciculus primus, Amblyglossae. Braumüller et Seidel, Wien, p. 1-106. (texte intégral).